# Anomobryum cygnicollum
Anomobryum cygnicollum är en bladmossart som beskrevs av Georg Friedrich von Jaeger 1875. Anomobryum cygnicollum ingår i släktet Anomobryum och familjen Bryaceae. Inga underarter finns listade i Catalogue of Life.